# Казипур (подокруг)
Казипур (бенг. কাজীপুর, англ. Kazipur) — подокруг на севере Бангладеш. Входит в состав округа Сираджгандж. Образован в 1920 году. Административный центр — город Казипур. Площадь подокруга — 368,63 км². По данным переписи 1991 года численность населения подокруга составляла 234 804 человека. Плотность населения равнялась 637 чел. на 1 км². Уровень грамотности населения составлял 20,5 %. Религиозный состав: мусульмане — 96,94 %, индуисты — 3,03 %, прочие — 0,03 %.